# Тот, Андраш
Андраш Тот (венг. András Tóth; род. 5 сентября 1949, Будапешт, Венгрия) — венгерский футболист, полузащитник.

## Карьера

### Клубная карьера
Во взрослом футболе дебютировал в 1969 году в составе команды «Уйпешт», где провёл двенадцать сезонов своей карьеры. В это время команда смогла добиться лучших результатов в своей истории, выиграв 9 титулов чемпиона Венгрии. Всего в составе клуба провёл 303 матча, забив 67 голов.
С 1981 по 1983 год играл в составе бельгийского клуба «Льерс», после чего вернулся в Венгрию, став игроком клуба МТК.
Завершил карьеру футболиста в 1987 году в клубе «Геди».

### Карьера в сборной
13 июня 1973 дебютировал в официальных матчах в составе национальной сборной Венгрии в отборе на чемпионат мира 1974, когда команда играла против сборной Швеции.
В составе сборной играл на чемпионате мира 1978 года в Аргентине, где сыграл в матче против сборной Италии.
Всего в составе сборной провёл 17 матчей, забив 1 гол.